# Weltmeisterschaften im Modernen Fünfkampf 2000
Die Weltmeisterschaften im Modernen Fünfkampf 2000 fanden bei den Herren und Damen in Pesaro, Italien, statt.

## Herren

### Einzel
| Platz | Land     | Sportler               |
| ----- | -------- | ---------------------- |
| 1     | Litauen  | Andrejus Zadneprovskis |
| 2     | Ungarn   | Gábor Balogh           |
| 3     | Rumänien | Nicolae Papuc          |

### Mannschaft
| Platz | Land               | Sportler                                          |
| ----- | ------------------ | ------------------------------------------------- |
| 1     | Vereinigte Staaten | Chad Senior James Gregory Velizar Iliev           |
| 2     | Polen              | Andrzej Stefanek Igor Warabida Marcin Horbacz     |
| 3     | Schweden           | Per-Olov Danielsson Michael Brandt Erik Johansson |

### Staffel
| Platz | Land               | Sportler                                         |
| ----- | ------------------ | ------------------------------------------------ |
| 1     | Vereinigte Staaten | Velizar Iliev Wachtang Iagoraschwili Chad Senior |
| 2     | Russland           | Alexei Kubarew Dennis Stoikow Rustem Sabirchusin |
| 3     | Ungarn             | Ákos Kállai Gergely Kovács Ádám Madaras          |

## Damen

### Einzel
| Platz | Land     | Sportlerin       |
| ----- | -------- | ---------------- |
| 1     | Dänemark | Pernille Svarre  |
| 2     | Polen    | Paulina Boenisz  |
| 3     | Lettland | Jeļena Rubļevska |

### Mannschaft
| Platz | Land                   | Sportlerinnen                                   |
| ----- | ---------------------- | ----------------------------------------------- |
| 1     | Polen                  | Dorota Idzi Paulina Boenisz Anna Sulima         |
| 2     | Vereinigtes Königreich | Kate Allenby Georgina Harland Stephanie Cook    |
| 3     | Italien                | Fabiana Fares Claudia Cerutti Emanuella Gabella |

### Staffel
| Platz | Land                   | Sportlerinnen                                     |
| ----- | ---------------------- | ------------------------------------------------- |
| 1     | Ungarn                 | Vivian Máthé Bea Simóka Zsuzsanna Vörös           |
| 2     | Vereinigtes Königreich | Stephanie Cook Gwen Kinsey Sian Lewis             |
| 3     | Belarus                | Halina Baschlakowa Anna Wnukowa Schanna Schubenok |

## Medaillenspiegel
| Platz | Land                   | Goldmedaille | Silbermedaille | Bronzemedaille |
| 1     | Vereinigte Staaten     | 2            | –              | –              |
| 2     | Polen                  | 1            | 2              | –              |
| 3     | Ungarn                 | 1            | 1              | 1              |
| 4     | Dänemark               | 1            | –              | –              |
| 4     | Litauen                | 1            | –              | –              |
| 6     | Vereinigtes Königreich | –            | 2              | –              |
| 7     | Russland               | –            | 1              | –              |
| 8     | Italien                | –            | –              | 1              |
| 8     | Belarus                | –            | –              | 1              |
| 8     | Lettland               | –            | –              | 1              |
| 8     | Rumänien               | –            | –              | 1              |
| 8     | Schweden               | –            | –              | 1              |